# 피오리아 리버멘 (ECHL)
| 피오리아 리버멘 | |
| 콘퍼런스        | 북부 콘퍼런스 (1997년~2003년) 동부 콘퍼런스 (2003년~2004년) 내셔널 콘퍼런스 (2004년~2005년)                 |
| 디비전          | 노스 디비전 (1996년~1997년) (2004년~2005년) 노스웨스트 디비전 (1997년~2003년) 노던 콘퍼런스 (2003년~2004년) |
| 설립연도        | 1996년 |
| 해체연도        | 2005년 |
| 역사            | 피오리아 리버멘 (1996년~2005년)                                                                             |
| 경기장          | 카버 아레나                                                                                                 |
| 연고지          | 일리노이주 피오리아                                                                                         |
| 상징색          | 파랑, 빨강, 노랑                                                                                            |
| 구단주          | |
| 단장            | |
| 감독            | |
| NHL 제휴        | |
| AHL 제휴        | |
| 정규시즌 우승   | |
| 콘퍼런스 우승   | 1 (2000) |
| 디비전 우승     | 2 (2000, 2001)                                                                                              |
| 켈리 컵         | 1 (2000) |
| 영구 결번       | |

피오리아 리버멘(Peoria Rivermen)는 미국 일리노이주 피오리아를 연고지로 하는 1996년부터 2005년까지 ECHL 소속되었던 아이스 하키팀이다.

## 역대 홈경기장
| 경기장          | 사용기간      | 수용인원 | 장소                | 비고 |
| --------------- | ------------- | -------- | ------------------- | ---- |
| 피오리아 리버멘 |               |          |                     |      |
| 카버 아레나     | 1996년~2005년 | 9,919명  | 일리노이주 피오리아 | 빈칸 |